# Sergio Blanco (Fußballspieler)
Sergio Blanco, vollständiger Name Sergio Rubén Blanco Soto, (* 25. November 1981 in Montevideo) ist ein uruguayischer Fußballspieler.

## Karriere

### Verein
Der nach Angaben seines Vereins 1,72 Meter große, „Chapa“ genannte Offensivakteur Blanco gehörte bereits im Jahr 2000 dem Kader des seinerzeitigen Zweitligisten Montevideo Wanderers an. In dessen Reihen stand er auch in den folgenden Erstligajahren bis einschließlich der Apertura 2003. In jener Halbserie wurde er 15-mal in der Primera División eingesetzt und erzielte acht Treffer. In diesen Zeitraum fiel auch sein Debüt in der uruguayischen Fußballnationalmannschaft. In seiner ersten von 2000 bis 2003 währenden Karrierephase bei den Wanderers schoss er insgesamt 22 Meisterschaftstore.
Sodann wechselte er auf Leihbasis nach Mexiko zum Club América, wo er am 10. August 2003 beim 1:1-Unentschieden gegen Cruz Azul debütierte, in der dortigen Apertura 2003 acht Spiele absolvierte und ein Tor schoss. In der Clausura 2004 spielte er in Mexiko für den Club San Luis. In sechs Einsätzen traf er in den Monaten Januar und Februar 2005 fünfmal für seinen Klub. Zurückgekehrt nach Uruguay stand er in der Apertura 2004 wieder in 16 Ligabegegnungen für die auch „Bohemios“ genannten Montevideo Wanderers auf dem Platz. Vier Tore stehen dabei für ihn zu Buche. Im Jahr 2005, dem Jahr der Umstellung des Spielzeitenrhythmus in Uruguay vom kalenderjahrbasierten Saisonmodell auf das europäische System mit über den Jahreswechsel greifenden Spielzeiten, spielte er sowohl in der Zwischensaison als auch in der Apertura 2005 ebenfalls für die Wanderers. 21 Treffer ohne genaue Zahl der bestritten Partien werden in diesem Zeitraum für Blanco geführt. In dieser Zeit wirkte er als Mannschaftskapitän der Wanderers.
Mitte Januar 2006 wurde er im Rahmen einer auf ein Jahr ausgerichteten Leihe von Dorados de Sinaloa verpflichtet. Der Transfer beinhaltete eine Kaufoption. Juanma Lillo war bei dieser Station sein Trainer. Zu seinen Mitspielern zählten Pep Guardiola und Sebastián Abreu. In der Clausura 2006 stehen dort für ihn zehn Einsätze (kein Tor) zu Buche. Abermals setzte er das Pendeln zwischen den beiden Ländern fort und absolvierte in der Apertura 2006 eine erneute Station bei den „Bohemios“, in der er sich mit elf Toren in 13 Partien wiederum treffsicher zeigte. 2007 lief er bei einem Engagement in der Volksrepublik China in 19 Begegnungen für Shanghai Shenhua auf. Dabei schoss er fünf Tore. Von der Clausura 2008 bis einschließlich der Clausura 2010 war Nacional Montevideo sein Arbeitgeber. 2008/09 wurde Nacional Uruguayischer Meister. In der Spielzeit 2009/10 sind für Blanco dort 25 Ligaspiele und 13 Treffer für ihn verzeichnet.
Es folgten zwei weitere Stationen in Mexiko. Ab Mai 2010 spielte er, ausgestattet mit einem Einjahresvertrag auf Leihbasis und beinhalteter Kaufoption, in der Apertura 2010 bei Querétaro Fútbol Club (16 Spiele, acht Tore). Anfang Dezember 2010 vermeldete Necaxa Blancos Verpflichtung für die Clausura 2011. Sodann bestritt er für die Mexikaner in der Saison 2010/11 16 Partien und traf zweimal. 2011/12 kamen sechs Spiele und ein Tor hinzu. Daran schlossen sich zwei Engagements bei den Wanderers (Januar bis Juli 2012; 13 Spiele, fünf Tore) und in Argentinien bei Patronato (August 2012 bis Juli 2013; 22 Spiele, drei Tore) an. Dorthin wurde er jeweils von Necaxa ausgeliehen. Im September 2013 schloss sich ein weiteres Mal den Montevideo Wanderers an. In einer äußerst erfolgreichen Saison bei den Bohemios, in der man nach der Apertura den vierten Platz belegte, anschließend die Clausura gewann und Uruguayischer Vizemeister wurde, kam er in 26 Erstligapartien zum Einsatz und traf 18-mal ins gegnerische Tor. In der Spielzeit 2014/15 lief er zweimal (ein Tor) in der Primera División auf. Ende August 2014 schloss er sich dann jedoch auf Leihbasis dem von Daniel Ahmed trainiertem peruanischen Klub Sporting Cristal an und unterschrieb einen Vertrag bis Jahresende. Mit den Peruanern gewann er das Torneo Descentralizado 2014 und steuerte dazu bei 19 Erstligaeinsätzen neun Tore bei. Anfang 2015 verlängerte der von Gonzalo Madrid vertretene Blanco seinen Vertrag bei Sporting Cristal um eine weitere Spielzeit. Bis Jahresende absolvierte er 22 weitere Erstligaspiele (sieben Tore), sechs Partien (ein Tor) in der Copa Libertadores 2015 und sieben Begegnungen (zwei Tore) der Copa Inca. Im Januar 2016 kehrte er zu den Montevideo Wanderers zurück. Zwölf Erstligaeinsätzen und einem Tor in der Clausura 2016 folgten in der Saison 2016 13 absolvierte Erstligabegegnungen (vier Tore) und fünf Einsätze (kein Tor) in der Copa Sudamericana 2016. In der laufenden Saison 2017 kam er bislang (Stand: 9. Februar 2017) in einer Erstligapartie (kein Tor) und vier Spielen (drei Tore) der Copa Libertadores 2017 zum Einsatz.

### Nationalmannschaft
Blanco war Mitglied der A-Nationalmannschaft Uruguays. Er debütierte am 4. Februar 2003 unter Gustavo Ferrín in Hongkong beim Carlsberg Cup, als er in der Partie gegen die Auswahl des Iran in der 91. Spielminute für Germán Hornos eingewechselt wurde. Zu seinem zweiten Länderspieleinsatz kam er erst am 26. Oktober 2005 im Freundschaftsspiel gegen Mexiko. Dort wurde er ebenfalls vom seinerzeitigen Nationaltrainer Jorge Fossati als Einwechselspieler eingesetzt. Am 27. September 2006, mittlerweile hatte Óscar Tabárez das Traineramt übernommen, gegen die Nationalmannschaft Venezuelas stand er in seinem dritten Länderspiel erstmals in der Startelf. Sein letzter Einsatz für die Celeste fand wenige Wochen später am 18. Oktober 2006 statt. Gegner in diesem Spiel, bei dem er in der 62. Spielminute Mauro Vila ersetzte, war erneut Venezuela. Blanco erzielte mit seinem einzigen Länderspieltreffer das Tor zum 4:0-Endstand.

### Erfolge
- Uruguayischer Meister: 2008/09
- Clausura 2014 (Primera División, Uruguay)
- Peruanischer Meister: 2014